# Витор-Грэфф
Витор-Грэфф (порт. Victor Graeff)  —  муниципалитет в Бразилии, входит в штат Риу-Гранди-ду-Сул. Составная часть мезорегиона Северо-запад штата Риу-Гранди-ду-Сул. Входит в экономико-статистический  микрорегион Нан-Ми-Токи. Население составляет 3324 человека на 2006 год. Занимает площадь 238,274 км². Плотность населения — 14,0 чел./км².

## История
Город основан 23 октября 1965 года. 

## Статистика
- Валовой внутренний продукт на 2003 составляет 70.175.572,00 реалов (данные: Бразильский институт географии и статистики).
- Валовой внутренний продукт на душу населения на 2003 составляет 21.201,08 реалов (данные: Бразильский институт географии и статистики).
- Индекс развития человеческого потенциала на 2000 составляет 0,831 (данные: Программа развития ООН).